# Denisz Olehovics Bezborodko
Denisz Olehovics Bezborodko (ukránul: Безбородько Денис Олегович; 1994. május 31. –) ukrán utánpótlás-válogatott labdarúgó, a Gyirmót játékosa kölcsönben a Deszna Csernyihiv csapatától.

## Pályafutása

### Klubcsapatokban
Bezborodko a Deszna Csernyihiv és a Sahtar Doneck akadémiáin nevelkedett, 2011 és 2013 között a Sahtar harmadik számú csapatában hatvankét mérkőzésen huszonkét találatot szerzett. 2016 és 2017 között kölcsönben a Zorja Luhanszk csapatában futballozott, amely csapatban 2016 áprilisában mutatkozott be az ukrán élvonalban, valamint pályára lépett a 2016–2017-es Európa-liga csoportkörében is. 2017 és 2019 között szülővárosának csapatában, a Deszna Csernyihivben futballozott kölcsönben, amellyel 2018-ban feljutott az ukrán élvonalba. 2019-ben leigazolta őt az ukrán élvonalbeli Olekszandrija csapata, amellyel ismét pályára lépett az Európa-liga csoportkörében. 2021 óta ismét a Deszna Csernyihivben futballozik. 2022 márciusában kölcsönvette őt a magyar élvonalbeli Gyirmót.

### Válogatottban
Többszörös ukrán utánpótlás-válogatott labdarúgó.